# ده عباسقلی

## تاریخچه ده عباسقلی
دهِ عباسقلی یا قریهٔ ملاخلیفه نام اولیهٔ آبلش در شهر تشان در استان خوزستان است. این نام اصلی کوی آبلش از دوران اولیهٔ شکل‌گیری این منطقه بود.
عباسقلی طیّب (درگذشته به ۱۳۴۹ خورشیدی) معروف به مشهدی عباسقلی فرزند ابوالفتح طیّب فرزند میرزامحمد طیّب فرزند علی سینا طیّب فرزند علی باز طیّب از بزرگان طایفه تاج طیب ایران از ایل طیبی دفن‌شده در کوی آبلش است.
خود عباسقلی طیب از مهاجران استان کهگیلویه و بویر احمد به‌دلیل اختلافات قومی و جنگ‌های قبیله‌ای با برادرزادگان خود است. باید دانست پیش از ورود خاندان عباسقلی طیب، خاندان وکیل خان طیب برادر قیصرخان حاکمان اولیهٔ آبلش و زمین‌های اطراف آن بودند؛ ولی بعد از انتصاب سید حسین طباطبایی رئیس‌التجار بهبهانی از سوی محمدعلی شاه به عنوان حاکم بهبهان و آغاز حاکمیت او، عباسقلی طیب توانست از طریق روابط دوستانه و گفتگو با شماری از بزرگان بهبهان، از رئیس‌التجار حکم خان و تام‌الاختیاری منطقهٔ آبلش و زمین‌های مربوط به آن را بگیرد.
بعدها با تصویب قانون نامگذاری جدید شهرها و روستاهای ایران، نام دیگرِ منطقه که هم‌اکنون آبلش است بر این منطقه گذاشته شد.
از تاریخ سه شنبه، ۲۶ دی ماه ۱۳۹۱ طبق گزارش و اعلام وزارت کشور، بخش تشان به شهر تغییر یافت و آبلش نیز از حوزهٔ روستایی خارج شد. اکنون نام رسمی آبلش در حوزهٔ جغرافیایی شهر تشان، «کوی آبلش» است.

## نگارخانه

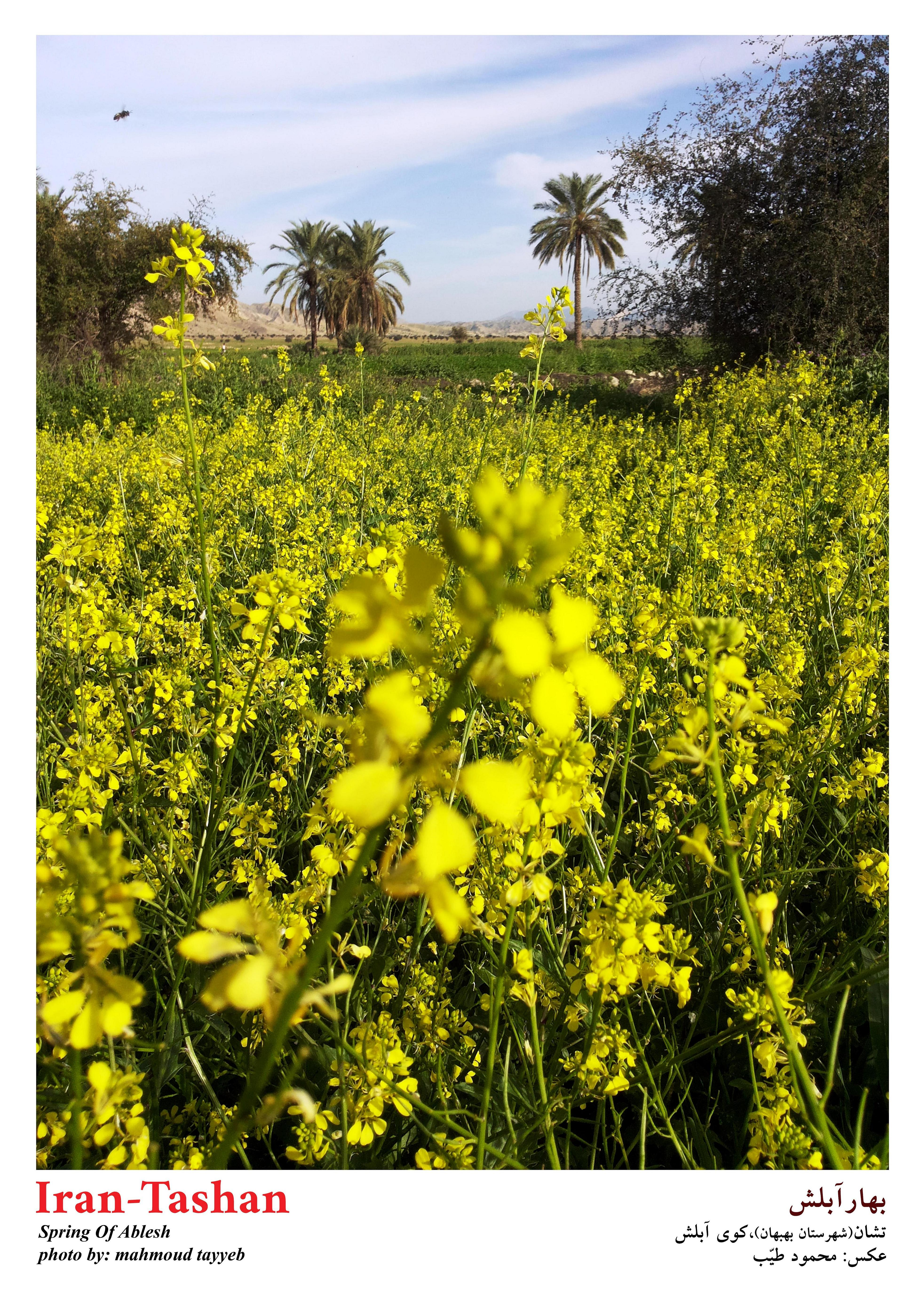
نمای بهاری ده عباسقلی، (آبلش) شهر تشان
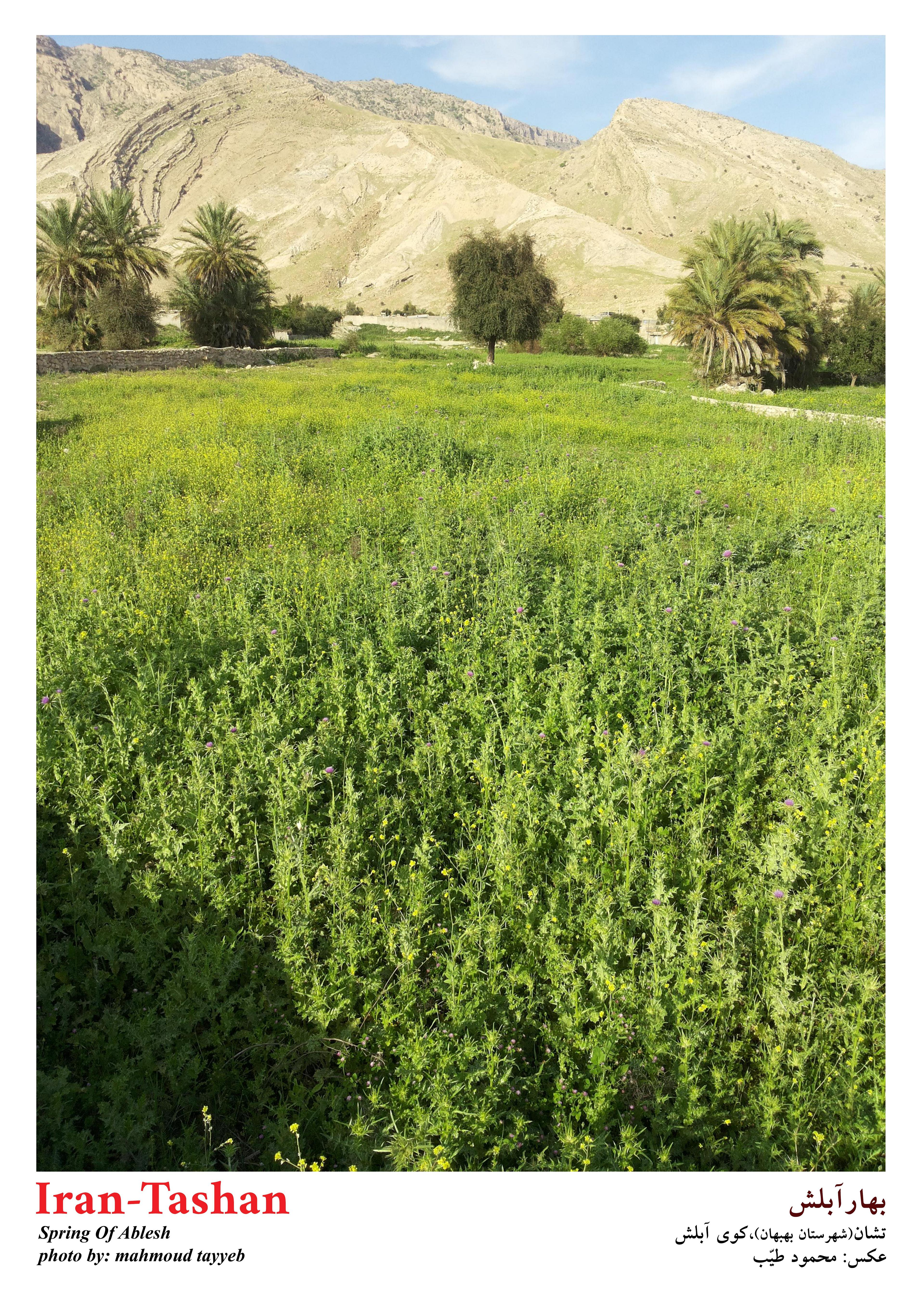
ده عباسقلی، آبلش شهر تشان
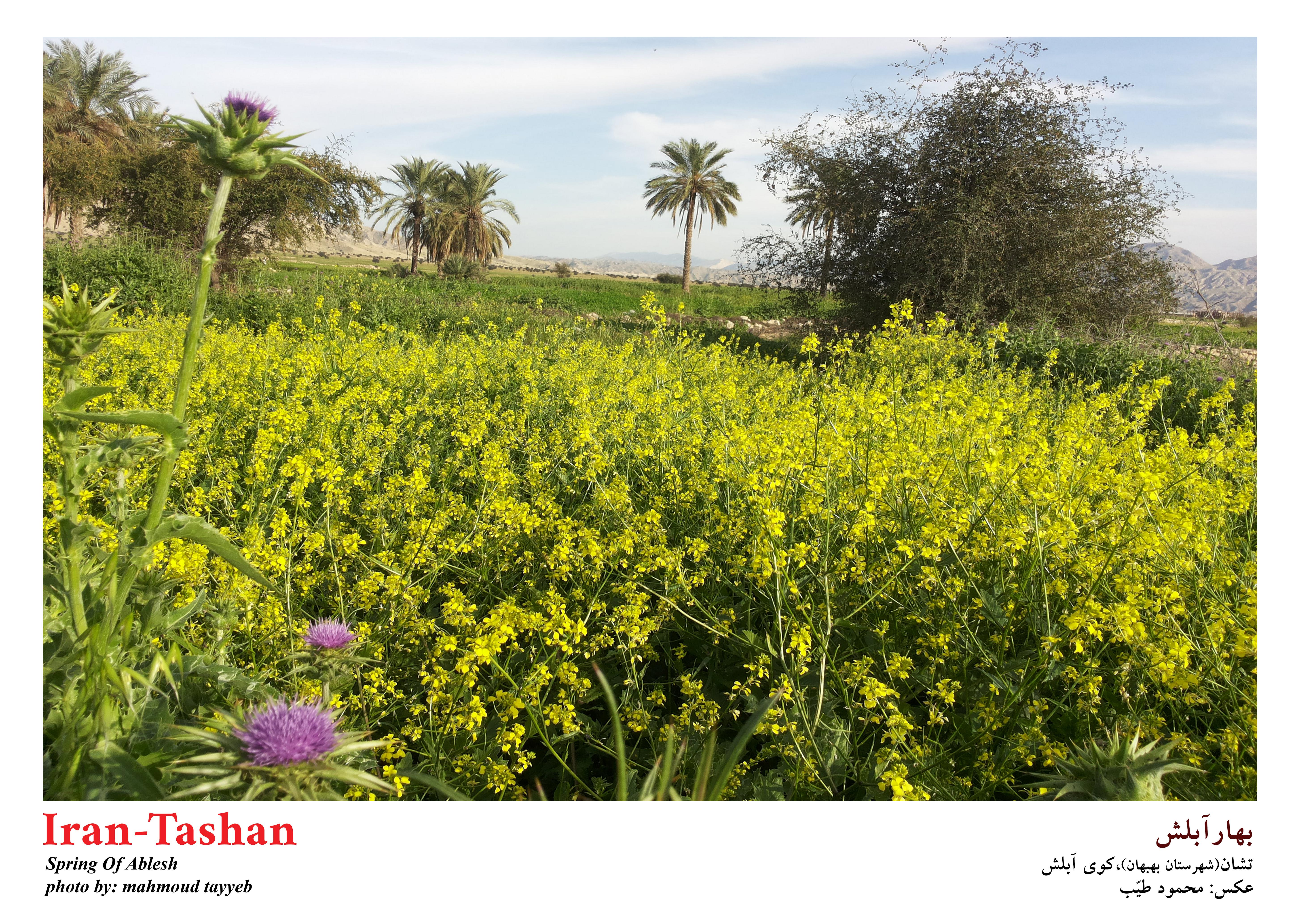
آسیاب آبی تاریخی ده عباسقلی، آبلش شهر تشان
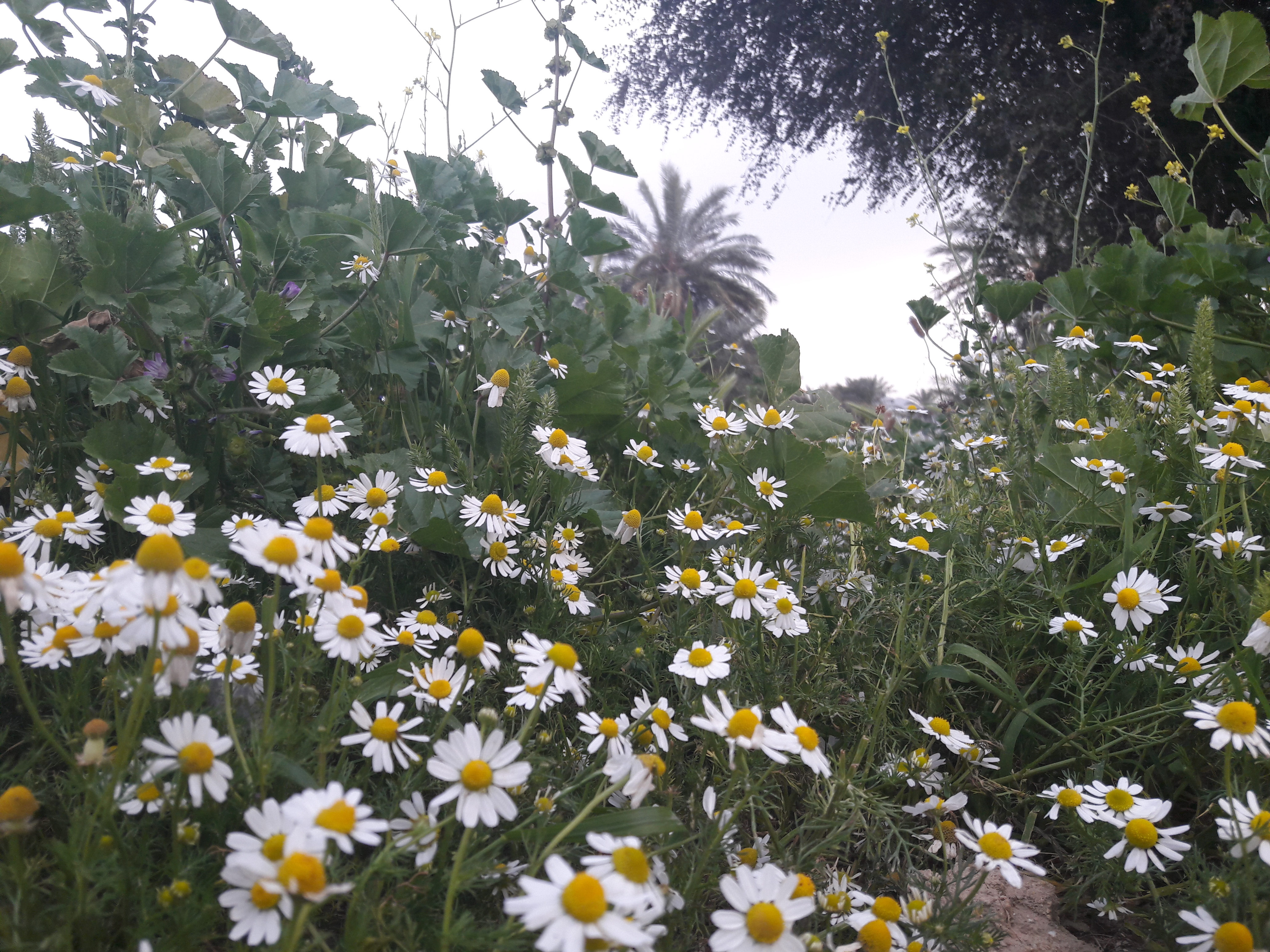
گل‌های بابونه در کوی آبلش]]|گل‌های بابونه در ده عباسقلی، آبلش شهر تشان
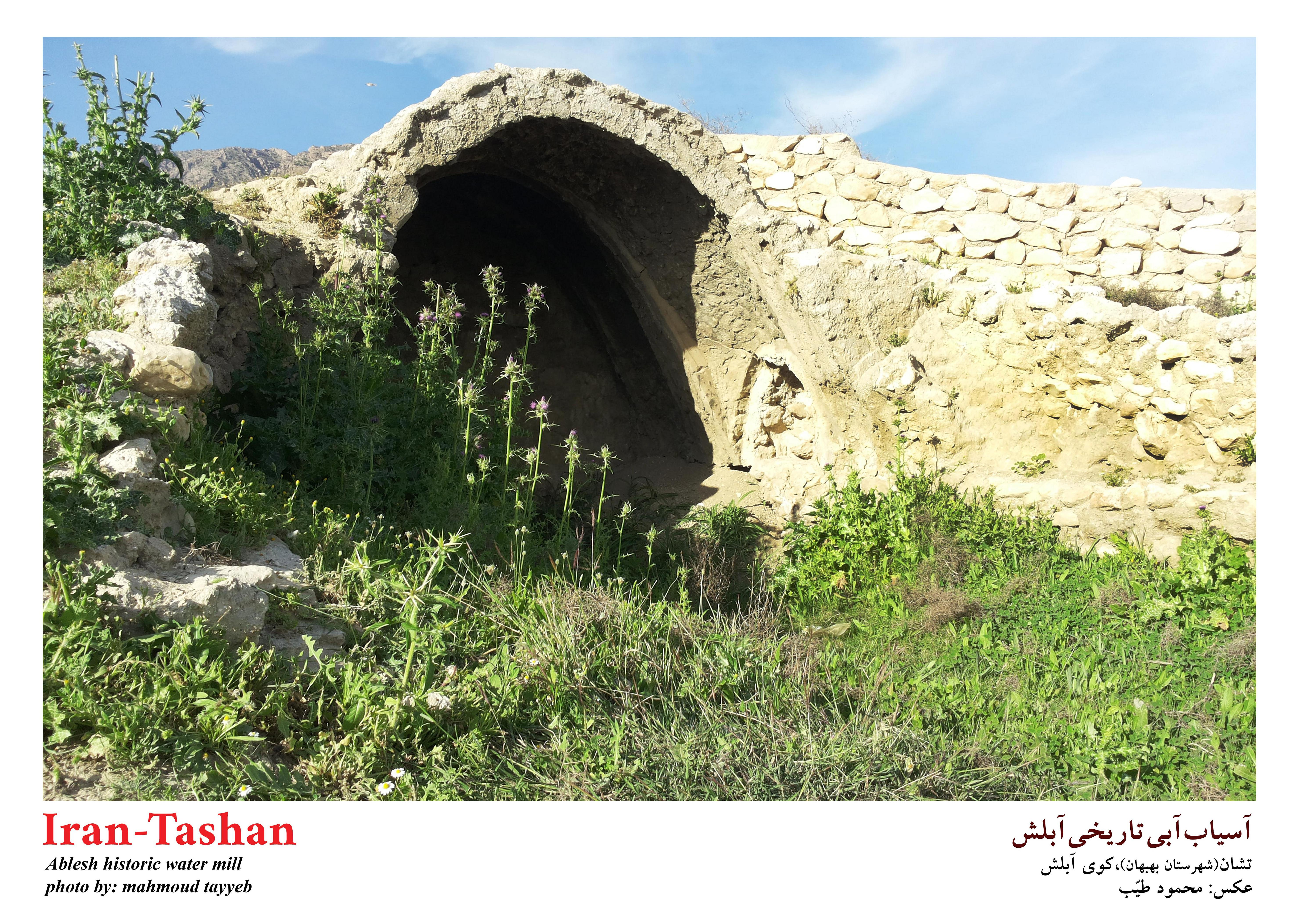
آسیاب آبی تاریخی ده عباسقلی، آبلش شهر تشان
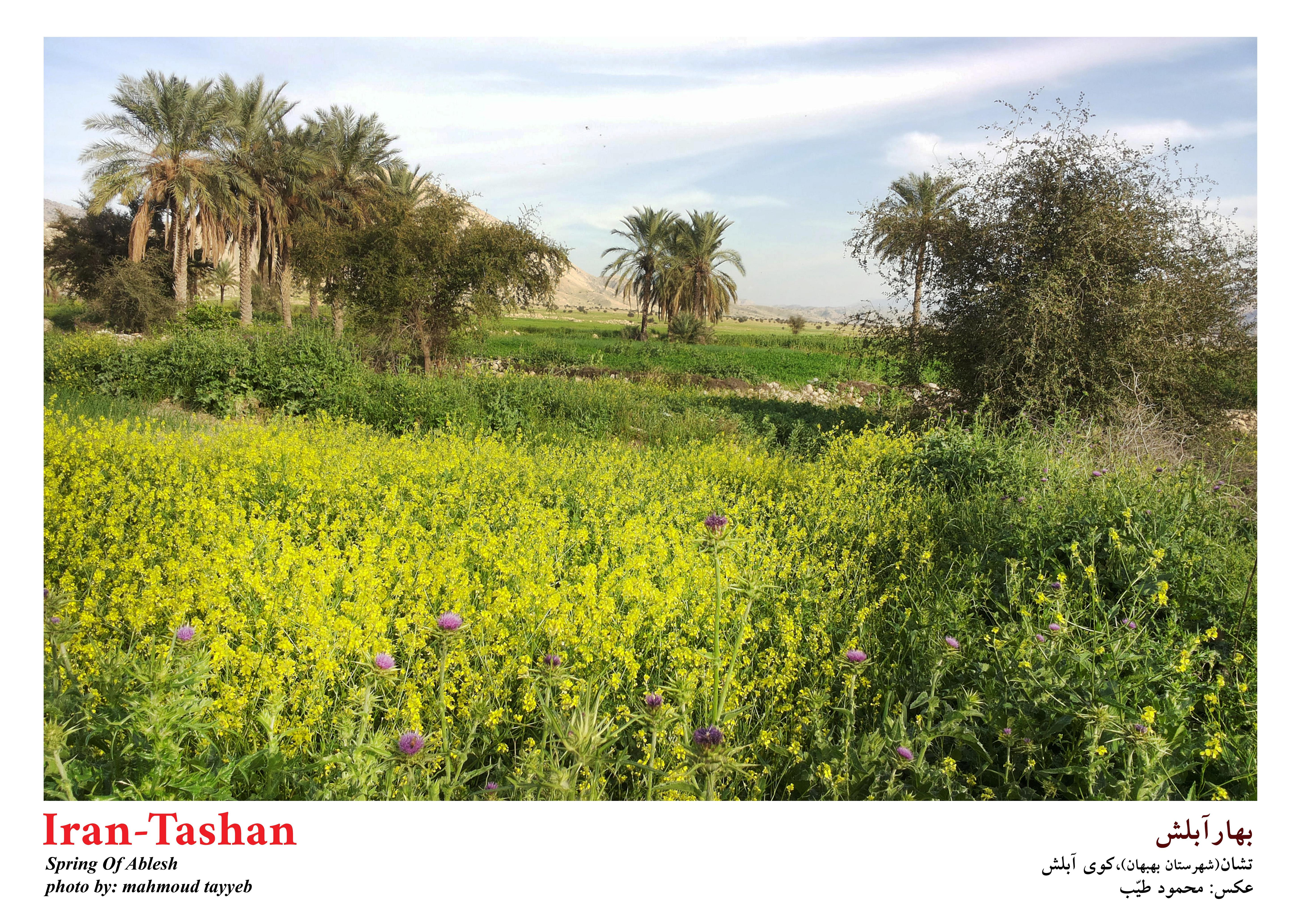
بهار آبلش تشان]]|بهار در کوی آبلش شهر تشان
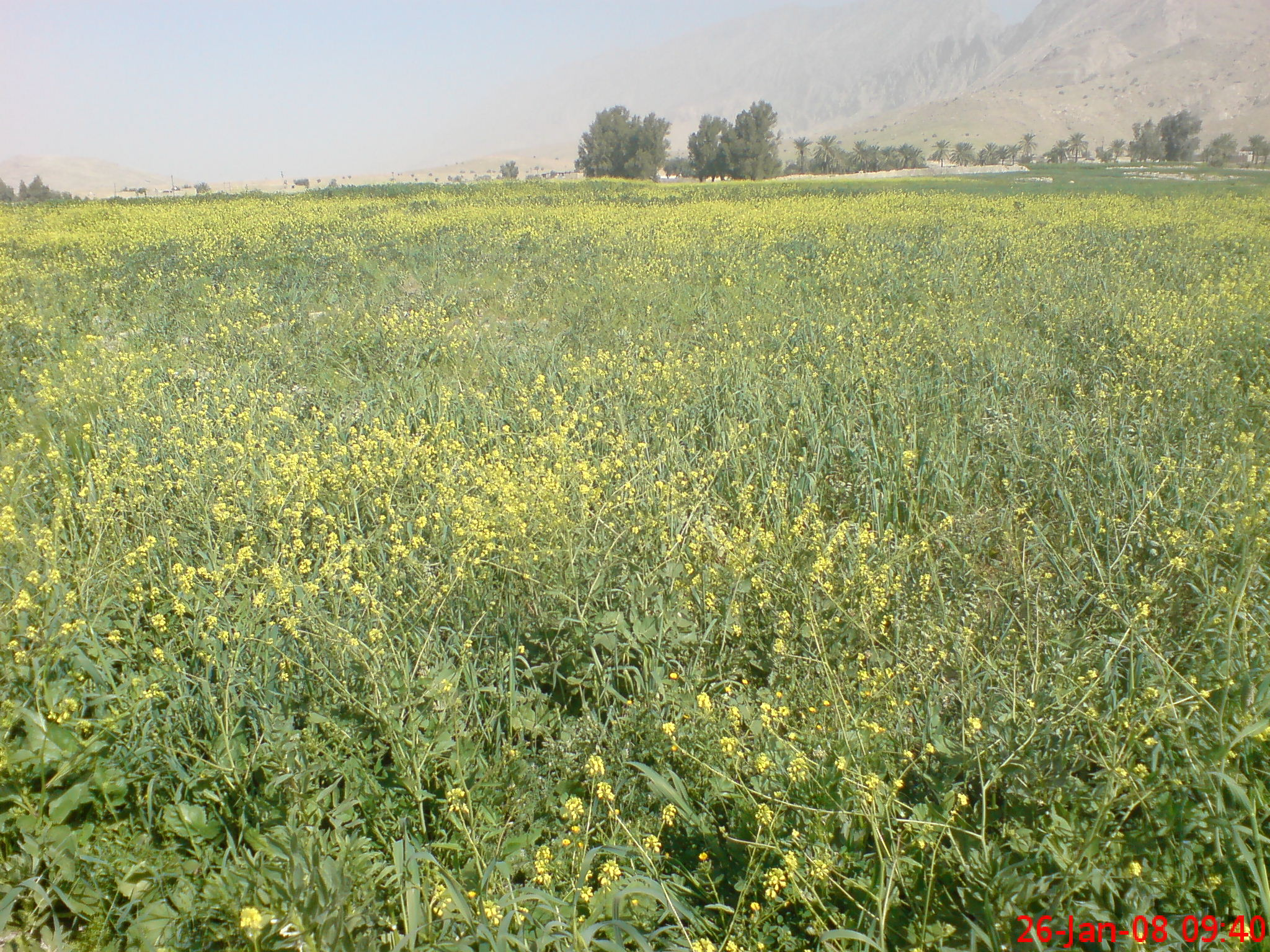
بهار آبلش تشان]]|بهار در کوی آبلش شهر تشان
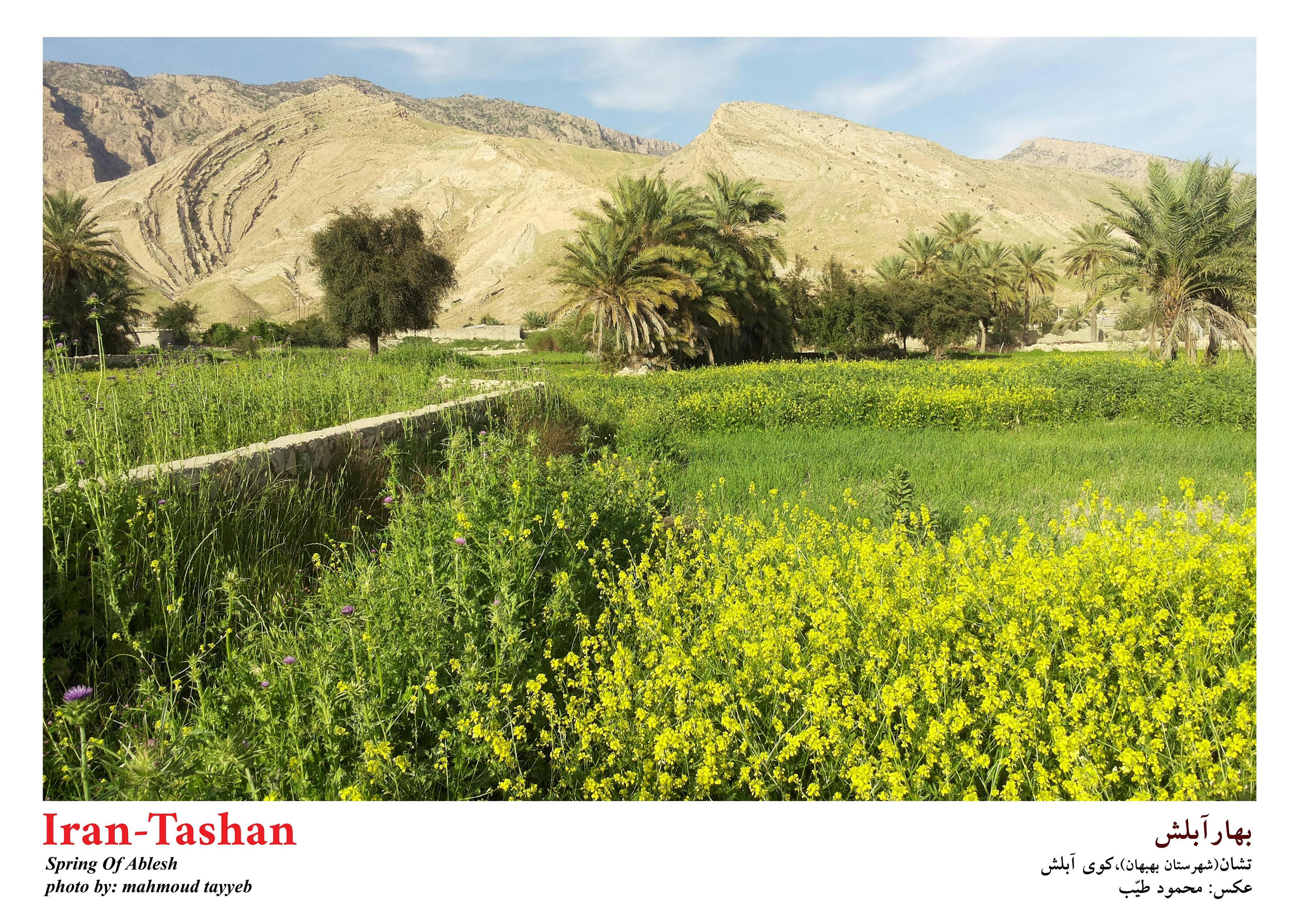
نمای بهاری کوی آبلش]]|نمای بهاری ده عباسقلی، آبلش شهر تشان